# Výří skály nad Otavou
Výří skály nad Otavou este o arie protejată (sit de importanță comunitară — SCI) din Republica Cehă întinsă pe o suprafață de 6,01 ha, integral pe uscat.

## Localizare
Centrul sitului Výří skály nad Otavou este situat la coordonatele 49°23′31″N 14°11′13″E / 49.391944°N 14.186944°E.

## Înființare
Situl Výří skály nad Otavou a fost declarat sit de importanță comunitară în noiembrie 2009 pentru a proteja un număr necunoscut de specii din flora spontană și fauna sălbatică aflate în arealul zonei.

## Biodiversitate
Situată în ecoregiunea continentală, aria protejată conține 1 habitat natural: Pante stâncoase silicioase cu vegetație casmofită.
La baza desemnării sitului se află un număr nedeclarat de specii protejate.